# Palawanomys furvus
Palawanomys furvus is een knaagdier uit de onderfamilie der muizen en ratten van de Oude Wereld (Murinae) dat voorkomt op Palawan in het zuidwesten van de Filipijnen. P. furvus is de enige soort van het geslacht Palawanomys, dat het nauwste verwant is aan Rattus en vergelijkbare geslachten. Het is een middelgrote, donkere rat met een korte staart die in verspreiding voor zover bekend beperkt is tot de bossen op Mount Mantalingajan.

## Ontdekkingsgeschiedenis en verspreiding
Tussen 13 en 16 april 1962 werden op Mount Mangalingajan, een berg in de gemeente Brooke's Point in het zuidwesten van Palawan, vier ratten verzameld door een expeditie onder leiding van Dioscoro Rabor. Het dier is nooit op een andere locatie gevonden, maar is waarschijnlijk beperkt tot de bergwouden op het zuidelijke gedeelte van Palawan. De dieren werden naar het United States National Museum (USNM) in Washington, D.C. gestuurd, waar ze jarenlang in de collectie verborgen bleven als "Rattus sp." (d.i., een niet nader geïdentificeerde soort van het geslacht Rattus), en daarmee als slechts een van de vele vormen die in die tijd in Rattus werden geplaatst.
Pas in 1983 werd Palawanomys furvus formeel als een nieuw geslacht en een nieuwe soort, Palawanomys furvus, beschreven door de knaagdierenspecialist Guy Musser, die al vele bijdragen aan de kennis van de Zuidoost-Aziatische muizen en ratten had gedaan, en de studente Cameron Newcomb, die samen met Musser later ook een artikel over Rattus losea publiceerde. De geslachtsnaam, Palawanomys, is een combinatie van de naam van het eiland Palawan met μῦς (mus), het Oudgriekse woord voor "muis", de soortnaam furvus is Latijn voor "donker" en verwijst naar de donkere vacht van het dier. P. furvus werd beschreven in een artikel waarin ook de geslachten Sundamys en Berylmys werden gedefinieerd. Musser en Newcomb gaven een uitgebreide beschrijving van het dier inclusief foto's van de schedel en de huid, vergeleken het met Rattus rattus diardii (inmiddels een vorm van de Aziatische zwarte rat, Rattus tanezumi), Rattus baluensis en Rattus hoogerwerfi en behandelden de mogelijke verwantschappen van de rat uit Palawan. Sindsdien is er geen nieuwe informatie over het dier gepubliceerd, hoewel het wel in een aantal compilaties werd opgenomen en in een aantal publicaties zijdelings werd genoemd. Over het gedrag, de ecologie, de voortplanting en de genetica van P. furvus is tot op heden niets gepubliceerd. Pas in 2007 werd het dier opnieuw gevonden op Mount Mantalingajan tijdens een expeditie van Conservation International, maar daar is verder nog niets over gepubliceerd.

## Beschrijving
| Exemplaar              | USNM 478112   | USNM 478113 (holotype) | USNM 478114   | USNM 478111   |
| ---------------------- | ------------- | ---------------------- | ------------- | ------------- |
| Datum gevangen         | 13 april 1962 | 15 april 1962          | 15 april 1962 | 16 april 1962 |
| Hoogte gevangen (voet) | 3600-4350     | 4500                   | 4350          | 4350          |
| Leeftijd               | Oud           | Volgroeid              | Jong          | Jong          |
| Geslacht               | Vrouwtje      | Mannetje               | Mannetje      | Vrouwtje      |
| Kop-romplengte (mm)    | 160           | 160                    | 135           | 125           |
| Staartlengte (mm)      | 145           | 130                    | 140           | 126           |
| Achtervoetlengte (mm)  | 34            | 34                     | 32            | 32            |
| Oorlengte (mm)         | 18            | 20                     | 19            | 17            |
| Schedellengte (mm)     | 39,5          | 38,0                   | 36,7          | 36,0          |

P. furvus is een middelgrote, op de grond levende, donkerbruine rat met een korte staart en een lange, dikke, glanzende vacht. De bovenkant van het lichaam is chocoladebruin; de haren zijn 10 tot 15 mm lang en zijn bij de punt donkerbruin en bij de wortel grijs. De voelharen zijn niet duidelijk zichtbaar en steken zo'n 5 mm boven de vacht uit. Naar de onderkant van het lichaam toe wordt de vacht geleidelijk lichter, naar een donker grijsbruin. Alle exemplaren hebben op de borst haren met witte punten. Bij twee is daardoor een witte vlek ontstaan. De donkerbruine oren zijn bedekt met korte, bruine haren. De staart, die ongeveer even lang als of korter dan de kop-romp is, is aan alle kanten donkerchocoladebruin en bevat tien tot twaalf rijen schubben per centimeter; uit elke schub ontspringen drie korte, stijve haren. De voeten zijn aan de bovenkant bruin en aan de zijkanten chocoladebruin. De klauwen bevatten geen pigment. De achtervoeten zijn lang en smal. Het holotype heeft vier paren van mammae, een op de borst en drie op de buik.
De schedel lijkt op de schedel van soorten van Rattus. Het rostrum is lang en breed, het gebied van het os interorbitale is smal, het achterste deel van de schedel is lang. De lange arcus zygomatici zijn aan de achterkant breder dan aan de voorkant. De ossa nasalia en het os praemaxillare steken nauwelijks voor de snijtanden uit. De bullae zijn klein en rond. Het dier heeft korte foramina incisiva en een lang en breed palatum. Het voorste deel van de onderkant van de onderkaak is smal, het achterste gedeelte groot en hoog. De snijtanden zijn glad. De bovensnijtanden zijn feloranje, die in de onderkaak lichtoranje. De bovensnijtanden komen in een vrijwel rechte hoek uit het rostrum en daarmee is het dier orthodont.
P. furvus heeft grote kiezen met lage kronen en knobbels. In de bovenkaak zijn de voorste kiezen dichter bij elkaar geplaatst dan de achterste. De eerste (voorste) kiezen zijn het grootste, de tweede zijn middelgroot en de derde het kleinste. In de bovenkaak overlappen de tweede en derde kiezen (M2 en M3) meer dan de eerste en tweede (M1 en M2), in de onderkaak overlappen de kiezen nauwelijks. De eerste kies in de bovenkaak (M1) heeft grote wortels aan de voorkant, achterkant en de linguale kant (de kant die naar het midden van de schedel gekeerd is) en een kleine labiale wortel (aan de buitenkant van de schedel). M2 heeft twee linguale en twee kleine labiale wortels, M3 heeft kleine linguale en labiale wortels en een grote wortel aan de achterkant. De eerste kies in de onderkaak (m1) heeft grote wortels aan de voorkant en de achterkant en kleine linguale en labiale wortels, m2 en m3 hebben net als M3 kleine linguale en labiale wortels en een grote wortel aan de achterkant. Op M1 is de knobbel t4 (de eerste in de tweede rij) niet of nauwelijks verbonden aan de knobbels t5 en t6, die wel duidelijk verbonden met elkaar zijn. Op de voorkant van de knobbel t5 op de M1 en op de t9 op de M1 en M2 zit een richel. De M1 bevat ook een kleine, driehoekige knobbel aan de achterkant van de kies. Op de voorkant van de m1 is een anterocentrale knobbel te zien, aan de zijkant van de m2 een posterolinguaal knobbeltje. Het glazuur op de kiezen is niet glad, maar geribbeld.

## Verwantschappen en biogeografie
Musser en Newcomb gaven aan dat Rattus waarschijnlijk de nauwste verwant van Palawanomys was onder de muizen en ratten van de Sunda Shelf, omdat beide geslachten een vrij groot aantal kenmerken delen, maar ze schreven ook dat de werkelijke verwantschappen van het dier pas zouden kunnen worden gevonden als het vergeleken zou worden met geslachten uit andere gebieden. In de derde editie van het standaardwerk Mammal Species of the World (2005) plaatsten Musser en Michael Carleton P. furvus in hun "Rattus-divisie", die naast Rattus een groot aantal andere Zuidoost-Aziatische geslachten omvat, maar herhaalden slechts wat Musser en Newcomb in 1983 al hadden geschreven: Palawanomys moet met meer andere geslachten worden vergeleken om de werkelijke verwantschappen te ontdekken.
Het eiland Palawan, het enige waar P. furvus is gevonden, is het belangrijkste gedeelte van de biogeografische regio Groot-Palawan, die deel is van de Filipijnen, maar een fauna heeft die meer op die van Borneo dan op die van de rest van de Filipijnen lijkt doordat het gebied in het Pleistoceen waarschijnlijk door een landbrug met Borneo was verbonden. Palawanomys is het enige endemische geslacht in de regio, maar achttien andere zoogdieren zijn in verspreiding eveneens beperkt tot de regio, waaronder ook twee andere Murinae (Chiropodomys calamianensis en Maxomys panglima). Al deze dieren, op Acerodon leucotis en mogelijk Palawanomys na, hebben hun nauwste verwanten op Borneo of op de andere gebieden die in het Pleistoceen tot het vasteland behoorden (Sumatra, Java, Bali en vele kleinere omliggende eilanden).

## Beschermingsstatus
De IUCN-beschermingsstatus van Palawanomys furvus is "onzeker" (DD) in verband met gebrek aan kennis over het dier en de geringe schade aan zijn habitat.
Abditomys · 
Abeomelomys · 
Aethomys · 
Anisomys · 
Anonymomys · 
Apodemus · 
Apomys · 
Archboldomys · 
Arvicanthis · 
Baiyankamys · 
Baletemys · 
Bandicota · 
Batomys · 
Berylmys · 
Brassomys · 
Bullimus · 
Bunomys · 
Canariomys · 
Carpomys · 
Chingawaemys · 
Chiromyscus · 
Chiropodomys · 
Chiruromys · 
Chrotomys · 
Coccymys · 
Colomys · 
Congomys · 
Conilurus · 
Coryphomys · 
Crateromys · 
Cremnomys · 
Crossomys · 
Crunomys · 
Dacnomys · 
Dasymys · 
Dephomys · 
Desmomys · 
Diomys · 
Diplothrix · 
Echiothrix · 
Eropeplus · 
Frateromys · 
Golunda · 
Gracilimus · 
Grammomys · 
Hadromys · 
Haeromys · 
Halmaheramys · 
Hapalomys · 
Heimyscus · 
Hybomys · 
Hydromys · 
Hylomyscus · 
Hyomys · 
Hyorhinomys · 
Kadarsanomys · 
Komodomys · 
Lamottemys · 
Leggadina · 
Lemniscomys · 
Lenomys · 
Lenothrix · 
Leopoldamys · 
Leporillus · 
Leptomys · 
Limnomys · 
Lorentzimys · 
Macruromys · 
Madromys ·
Malacomys · 
Mallomys · 
Malpaisomys · 
Mammelomys · 
Margaretamys · 
Mastacomys · 
Mastomys · 
Maxomys · 
Melasmothrix · 
Melomys · 
Mesembriomys ·
Micaelamys · 
Microhydromys · 
Micromys · 
Millardia · 
Mirzamys · 
Montemys · 
Mus · 
Musseromys · 
Mylomys · 
Myomyscus · 
Nesokia · 
Nilopegamys · 
Niviventer · 
Notomys · 
Ochromyscus · 
Oenomys ·
Otomys · 
Palawanomys · 
Papagomys · 
Parahydromys · 
Paraleptomys · 
Paramelomys · 
Parotomys · 
Paucidentomys · 
Paulamys · 
Pelomys · 
Phloeomys · 
Pithecheir · 
Pithecheirops · 
Pogonomelomys · 
Pogonomys · 
Praomys · 
Protochromys · 
Pseudohydromys · 
Pseudomys · 
Rattus · 
Rhabdomys · 
Rhynchomys · 
Saxatilomys ·
Serengetimys ·
Solomys · 
Sommeromys · 
Soricomys · 
Spelaeomys · 
Srilankamys · 
Stenocephalemys · 
Stochomys · 
Sundamys · 
Taeromys · 
Tarsomys · 
Tateomys · 
Thallomys · 
Thamnomys · 
Tokudaia · 
Tonkinomys ·
Tryphomys · 
Typomys · 
Uromys · 
Vandeleuria · 
Vernaya · 
Xenuromys · 
Xeromys · 
Zelotomys · 
Zyzomys